# Ichthyborus besse
Ichthyborus besse är en fiskart som först beskrevs av Joannis, 1835.  Ichthyborus besse ingår i släktet Ichthyborus och familjen Distichodontidae.

## Underarter
Arten delas in i följande underarter:
- I. b. besse
- I. b. congolensis